# Kalimukti
Kalimukti is een bestuurslaag in het regentschap Cirebon van de provincie West-Java, Indonesië. Kalimukti telt 4905 inwoners (volkstelling 2010).